# Frontier Crimes Regulation

Carte de l'Inde britannique (Raj). Le Frontier Crimes Regulation a été mis en place dans les « régions tribales » à la frontière de l'Inde britannique et de l'Afghanistan

Le Frontier Crimes Regulation (FCR, littéralement Règlement sur les infractions frontalières) est un ensemble de lois promulguées dans l'Inde britannique qui s'appliquaient aux régions tribales du Pakistan (en anglais : Federally Administered Tribal Areas, FATA) au XIXe siècle et sont restées en vigueur dans le Pakistan devenu indépendant jusqu'en 2018. Elles instaurent une zone d'exception juridique qui enferme les habitants dans leur supposée «tradition» telle qu'elle a été codifiée par le colonisateur. Étendues à l'Agence Gilgit (en) au Jammu-et-Cachemire en 1901 et au Baltistan en 1947, elles y sont demeurées en vigueur jusqu'aux années 1970.
Selon ces lois, trois droits fondamentaux ne sont pas applicables aux résidents des régions tribales : le droit de faire appel d'une condamnation, le droit à l'assistance d'un avocat et le droit de présenter des preuves.
À la suite de l'adoption du vingt-cinquième amendement à la Constitution du Pakistan par les deux chambres du Parlement et l'Assemblée provinciale de Khyber Pakhtunkhwa, le président Mamnoon Hussain a aboli le FCR en 2018 et l'a remplacé par le règlement de gouvernance intérimaire des régions tribales, supprimant ainsi le statut semi-autonome de ces zones.

## Nom

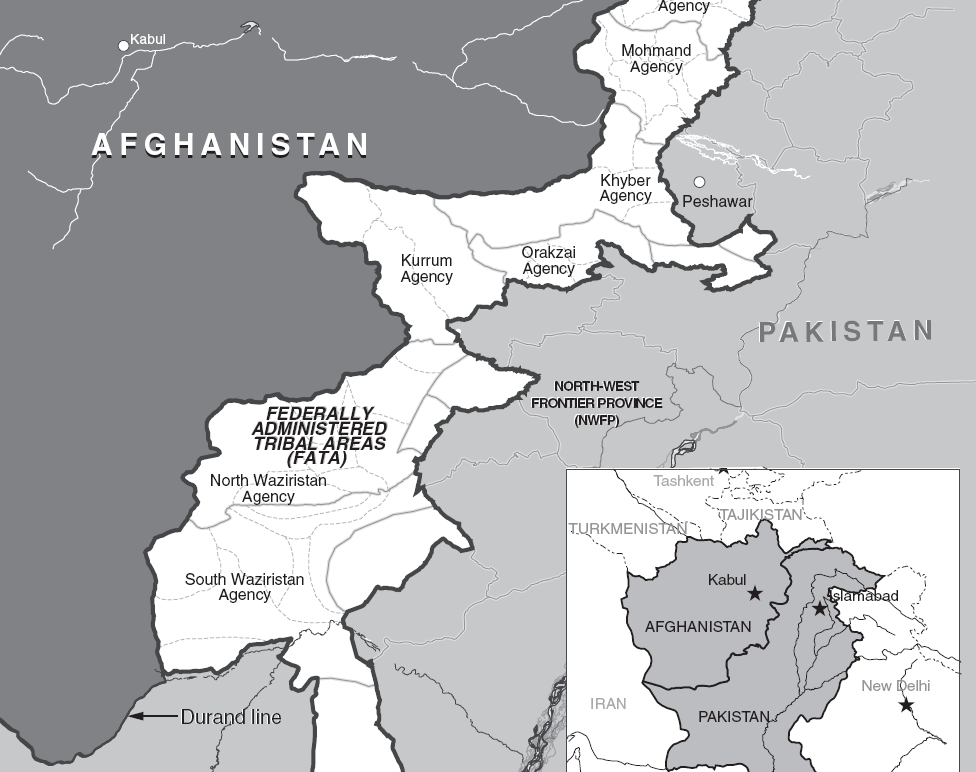
Les régions tribales du Pakistan, en anglais FATA, Federally Administered Tribal Areas, le long de la frontière entre l'actuel Pakistan et l'Afghanistan (cliquer pour agrandir)

Les régions soumises au Frontier Crimes Regulation s'étendaient sur la frontière nord-ouest de l'Inde britannique, d'où le nom de Règlement des infractions « frontalières ». Selon l'historien Benjamin D. Hopkins, cet ensemble législatif indique les modalités d'une « gouvernementalité frontalière » très différente de la gouvernementalité métropolitaine, ou même coloniale.
Le Règlement ne donne pas de définition des «infractions» censées être réprimées ; il s'agit, indique Benjmain D. Hopkins, des infractions répertoriées dans le Code pénal indien (India Penal Code (en)).

## Histoire
Le FCR est promulgué pour la première fois en 1872, remanié en 1887 et à nouveau en 1901.
Il emprunte à des textes législatifs antérieurs conçus pour d'autres régions de l'Inde britannique (dont faisait partie le Pakistan moderne), notamment à un décret publié en 1871, le Criminal Tribes Act, qui catégorise des groupes entiers, jugés nuisibles, comme étant des «tribus criminelles» et instaure le principe de collectivisation des peines : une famille ou une communauté entière peuvent être punies, éventuellement pour sanctionner une infraction d'un seul de leurs membres. Le Frontier Crimes Regulation reprend ce dernier principe.
Le Murderous Outrages Regulation (en) a été promulgué en Inde britannique en 1867 ; il donnait au gouvernement colonial des pouvoirs supplémentaires pour réprimer les crimes graves tels que le meurtre. Il s'est révélé insuffisant pour contenir l'opposition des Pachtounes à la domination britannique, de sorte que de nouvelles lois y ont été ajoutées, dont le Frontier Crimes Regulation.

## Régime d'extraterritorialité juridique
Le FCR instaure un système judiciaire « quasi hermétiquement séparé de la structure judiciaire ordinaire ». Les habitants des régions dans lesquelles s'appliquait le FCR étaient exclus de la justice coloniale qui avait cours dans le reste de l'Inde britannique. Ils étaient physiquement à l'intérieur de l'Empire, mais juridiquement en dehors. Le fait de traiter comme des zones d'exception juridique des espaces frontaliers situés à la périphérie de l'Empire britannique où vivaient des peuples semi-nomades, était une pratique commune dans l'Empire britannique, et de manière générale une pratique coloniale européenne relativement répandue. Selon l'historien Benjamin  D.Hopkins, le FCR enfermait les habitants des régions tribales du Pakistan dans «leur tradition» telle qu'elle a été codifiée par le colonisateur.
Les Britanniques avaient instauré avec les tribus jugées indisciplinées et anarchiques des régions tribales du Pakistan un système de donnant-donnant : les tribus s'abstenaient d'attaquer les zones habitées sous contrôle de l'Empire britannique, et d'offrir un refuge à des hors-la-loi ; en contrepartie, elles se gouvernaient elles-mêmes pour ce qui concernait leurs affaires intérieures. Lorsque les tribus ne tenaient pas leurs engagements, les autorités coloniales pratiquaient un blocus, intervenaient militairement, détruisaient quelquefois des villages entiers. Un nouvel accord était alors conclu. Le régime colonial du Raj britannique a aussi délibérément exclu les régions tribales de l'entreprise de modernisation qui avait cours en Inde et dans la majeure partie de l'actuel Pakistan.
Ces tribus étaient souvent hostiles aux Britanniques ; une des raisons de leur animosité était liée à la ligne Durand de 1893, qui sépare les Pachtounes de part et d'autre d'une frontière artificielle tracée entre l'Afghanistan et le Raj britannique.
Le statut particulier des régions tribales a été maintenu après l'indépendance du Pakistan, pour éviter les heurts avec l'Afghanistan : ce pays frontalier contestait la ligne Durand de 1893, qui divise des tribus pachtounes parlant la même langue. Une autre raison de perpétuer le statu quo est liée à l'opposition des chefs tribaux, désireux de conserver la part d'autonomie dont ils bénéficiaient jusque-là.

## Dispositions du FCR

### Punition collective
La punition collective des membres de la famille ou de la tribu pour les crimes d'individus est une notion centrale dans le FCR,,. Elle prend la forme de blocus économiques, d'amendes collectives contre les communautés qui ont donné asile à des criminels, et du bannissement de tribus du territoire britannique si elles poursuivent une vendetta.

### Rôle des Conseils d'anciens
Le FCR permet que des peines soient infligées par des Conseils d'anciens, appelés jirgas, présentés par les Britanniques comme une authentique institution tribale. En réalité, l'autorité coloniale a systématisé et considérablement modifié le fonctionnement des jirgas tribales.
Le règlement refuse aux personnes reconnues coupables d'une infraction par une jirga tribale le droit de faire appel de leur condamnation devant n'importe quel tribunal.

### Rôle de l'agent politique
L'agent politique (Political Agent), désigné par les Britanniques et nommé ensuite par l'exécutif pakistanais détenait la réalité du pouvoir ; il pouvait ainsi révoquer les jugements prononcés par la jirga. Selon Mariam Abou Zahab, «le Political Agent qui n’avait pratiquement pas à rendre de comptes devint comme un roi dans sa zone»" ; «il dispose, aux termes des Frontier Crime Regulations (FCR) de toute une série de sanctions – incarcération de proches de délinquants ou de membres de leur tribu en vertu du principe de responsabilité collective et territoriale pour obtenir leur reddition ou garantir le respect d’une décision, et, en dernier ressort, recours à la force».

### Régime exorbitant du droit commun britannique et pakistanais
Selon les militants des droits droits humains et la magistrature supérieure pakistanaise, le FCR viole les droits humains fondamentaux.
Le FCR donne au gouvernement fédéral le droit de condamner un individu sans procédure régulière et de saisir une propriété privée dans les régions tribales. Les chefs tribaux peuvent être tenus de remettre des suspects inculpés par le gouvernement fédéral, et cela sans préciser d'infraction ; le non-respect peut rendre les chefs tribaux passibles de sanctions. Le FCR permet au gouvernement de restreindre l'entrée d'un habitant des zones tribales dans un district du reste du Pakistan. Les dispositions discriminatoires du règlement - par exemple la sélection des membres de la jirga (section 2), la procédure de jugement en matière civile/pénale (sections 8 et 11), la démolition et la restriction de la construction d'un hameau, d'un village dans la province du Khyber Pakhtunkhwa (article 31), etc. violent la Constitution du Pakistan. Le FCR refuse aux résidents des régions tribales le droit d'être traités conformément à la loi ; il leur refuse également le droit à la sécurité des personnes ; les garanties relatives à l'arrestation et à la détention ; la protection contre la double incrimination ; l'inviolabilité de la dignité de l'homme ; l'interdiction de la torture dans le but d'obtenir des preuves ; la protection des droits de propriété ; l'égalité entre citoyens.
En 1947, le Dominion du Pakistan a ajouté la clause selon laquelle les résidents peuvent être arrêtés sans que leur crime soit précisé.
L'article 247 de la Constitution du Pakistan garantit que les résidents des régions tribales ne peuvent pas révoquer le FCR.
Les Nations unies et la Society  for  the  Protection  of  the  Rights  of  the  Child (en) (Société pakistanaise de Protection des Droits de l'Enfant) ont particulièrement souligné les violations des droits des femmes et des enfants favorisées par le FCR. Des mariages forcés d'enfants (parfois des fillettes de cinq ans) se perpétuent dans les régions tribales du Pakistan à l'abri de cet ensemble législatif. Des jeunes filles sont mariées à des membres de familles ennemies pour régler un différend, selon la coutume du vani, ou swara, cautionnée par les jirgas (ou Conseils d'Anciens), sans recours juridique possible.
Les régions tribales du Pakistan dans les années 2000 ont été occupées par des groupes terroristes ; une étude de 2019 parue dans la revue Civil wars rappelant l'histoire de ces zones soumises au Frontier Crimes Regulation pendant plus 150 ans, conclut que le manque de liberté politique et individuelle et la marginalisation économique pourraient expliquer l'instabilité dont souffrent ces territoires.

## Statut au Pakistan jusqu'en 2011
Selon le FCR, malgré la présence de représentants tribaux élus, le Parlement pakistanais ne peut jouer aucun rôle dans les affaires des régions tribales.
L'article 247 de la Constitution pakistanaise prévoit qu'aucune loi du Parlement ne s'applique aux régions tribales, à moins que le Président du Pakistan n'y consente. Seul le Président est autorisé à amender les lois et à promulguer des ordonnances pour les zones tribales. Les élus n'ont donc pas voix au chapitre dans l'administration des régions tribales. L'article 247 abroge également la compétence des tribunaux pakistanais sur les FATA. Par déduction, cela limite également l'application des droits fondamentaux aux régions tribales.
L'article 247 et le Frontier Crimes Regulation ont été condamnés par plusieurs juristes. L'ancien juge en chef de la Cour suprême du Pakistan, le juge Alvin Robert Cornelius, a déclaré que le FCR est « odieux selon tous les principes modernes reconnus régissant l'exercice de la justice » dans l'affaire qui a opposé Sumunder à l'État (PLD 1954 FC 228)).
Après une motion de censure unanime le 29 mars 2008, le Premier ministre du Pakistan, Youssouf Raza Gilani, a exprimé la volonté de son gouvernement d'abroger le FCR.

## Réformes de 2011
En août 2011, le président Asif Ali Zardari a promulgué un arrêté présidentiel modifiant le FCR . Les réformes qui ont alors été introduites sont considérées comme les plus importantes dans l'histoire du FCR, longue d'un siècle et demi ans. Ainsi par exemple, elles limitent le temps dont disposent les fonctionnaires de l'administration locale pour informer d'une incarcération. Elles imposent de nouvelles restrictions à la clause de responsabilité collective. Les principales modifications sont les suivantes  :
- Protection des femmes, des enfants de moins de 16 ans et de toutes les personnes de plus de 65 ans contre l'arrestation au titre de la responsabilité collective
- Interdiction d'arrêter toute une tribu au titre de la responsabilité collective
- Limitation des Délais de règlement des affaires
- Disposition pour un processus d'appel plus indépendant
- Pouvoir de l'autorité d'appel de réviser les décisions
- Renforcement du Tribunal des régions tribales
- Pouvoir de transférer des dossiers de l'agent politique à un agent politique adjoint
- Concept de caution
- Inspections des prisons
- Référence volontaire à un conseil des anciens et Qaumi Jirga (assemblée du peuple)
- Inclusion des coutumes et traditions locales (Rewaj)
- Amendes sur les communautés en cas de meurtre
- Confiscation du salaire public pour implication dans le crime
- Arrestation par des autorités autres qu'un agent politique
- Contrôles du pouvoir arbitraire d'arrêter
- Sanctions et indemnisations en cas de fausses poursuites
- Pas de privation de droits de propriété sans indemnisation
- Audit des fonds des agents politiques

S'ils étaient appliqués, ces changements auraient pu avoir un impact significatif sur les droits civils et humains des citoyens des régions tribales du Pakistan. Cependant, l'administration politique a été accusée de manquer de volonté de mettre en œuvre et d'appliquer le FCR tel que révisé en 2011.

## Abolition du FCR en 2018

Carte des zones tribales (en bleu) et du Khyber Pakhtunkhwa (en vert)

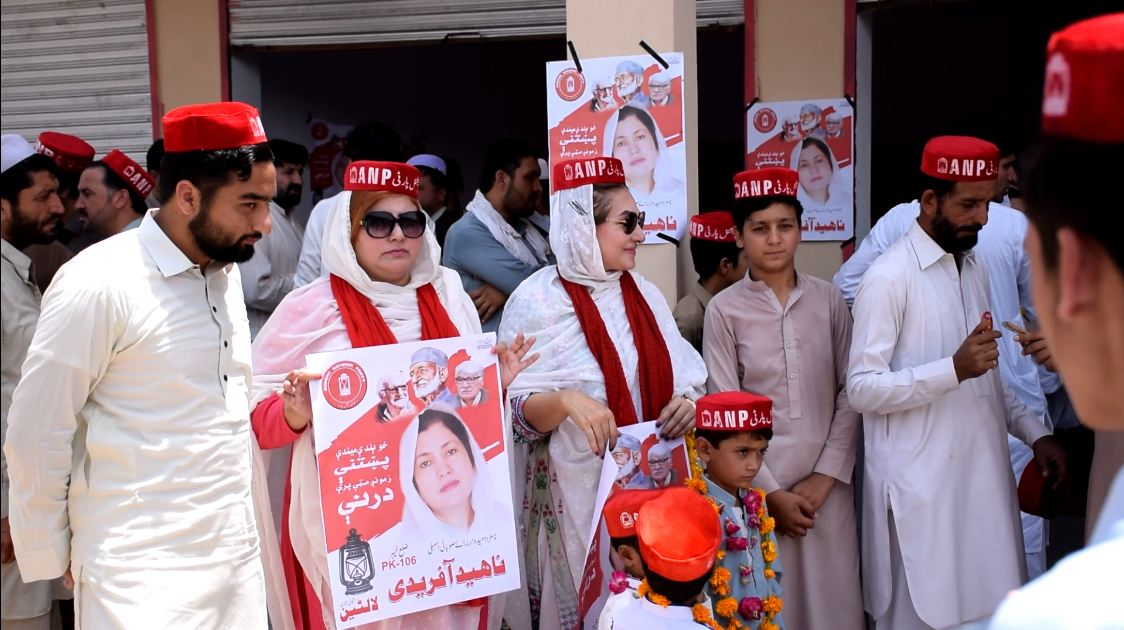
L'abolition des régions tribales permet les premières élections provinciales en 2019.

L'Assemblée nationale du Pakistan, le 24 mai 2018, adopte un amendement constitutionnel historique visant la fusion des zones tribales (Fata) et du Khyber Pakhtunkhwa, par 229 voix contre 1
Cela annule l'effet du FCR dans les régions tribales, le rendant assujetti aux lois et règlements adoptés par l'assemblée du Khyber Pakhtunkhwa et fonctionnant sous la constitution du Pakistan, après une période intérimaire d'au plus deux ans au cours de laquelle le gouvernement fédéral gérera la transition,.

## Voir également
- Régions tribales (Pakistan)
- Criminal Tribes Act